# FC Victoria Brănești
Victoria Brănești a fost un club de fotbal din localitatea ilfoveană Brănești.
Echipa a fost înființată în anul 1968, dar a reușit prima performanță în 2007, când a promovat în Liga III. În 2009 a reușit accesul în Liga a II-a pentru ca anul imediat următor să obțină promovarea în primul eșalon al fotbalului românesc. Nu a reușit să se mențină pe prima scenă a fotbalului românesc, clasându-se pe locul 16 din 18 echipe.
În prezent echipa este dezafiliată și nu evoluează în nicio competiție.

## Istoria
Echipa de fotbal din localitatea Brănești a fost înființată în 1968, dar a evoluat în campionatele regionale ale județului Ilfov timp de aproape 40 de ani. În 2007, Victoria obține accederea în Liga a III-a. În primul sezon jucat la acest nivel, echipa se clasează pe locul opt, în Seria a III-a, cu un punctaj mai aproape de zona retrogradării decât de locurile superioare. În stagiunea următoare însă, Victoria pregătită de antrenorul Ilie Stan câștigă Seria a III-a, pierzând doar două meciuri din cele 32 disputate.
Sezonul 2009-2010 aduce echipa din Brănești la al doilea nivel al fotbalului din România. Arena din localitate, Stadionul Cătălin Hâldan, este adusă la standardele Ligii secunde, fiind dotată cu scaune, vestiare moderne și parcare. Startul în Liga II este perfect, Victoria câștigând primul meci cu 5-2, în fața echipei FC Snagov. Au urmat victorii cu Sportul Studențesc și FC Farul Constanța, iar echipa devine lider în Seria I, poziție pe care avea să o păstreze până la sfârșitul campionatului. Astfel, în doar trei ani, Victoria Brănești a făcut saltul din Liga a III-a în Liga I.
Brănești devine cea mai mică localitate care a avut vreodată echipă în Liga I, cu doar 8.531 de locuitori, depășind recordul deținut anterior de localitatea Scornicești.

## Stadion
Pentru mai multe detalii, vedeți Stadionul Cătălin Hâldan.
Victoria Brănești dispută meciurile de pe teren propriu pe stadionul Cătălin Hîldan cu o capacitate de 2.600 de locuri. Arena nu este însă omologată pentru Liga I, astfel că stadionul Municipal din Buzău a găzduit meciurile de acasă ale Victoriei în primul eșalon.

## Palmares
```
Liga a II-a
```

- 2009-2010, seria I, locul 1

```
Liga a III-a
```

- 2008-2009, seria a III-a, locul 1